# Lindolfo Collor
Lindolfo Collor là một đô thị thuộc bang Rio Grande do Sul, Brasil. Đô thị này có diện tích 33,055 km², dân số năm 2007 là 5303 người, mật độ 160,43 người/km².